# Marchélepot-Misery
Marchélepot-Misery ist eine französische Gemeinde mit 580 Einwohnern (Stand: 1. Januar 2022) im Département Somme in der Region Hauts-de-France. Sie gehört zum Arrondissement Péronne und zum Kanton Ham.
Sie entstand als Commune nouvelle mit Wirkung vom 1. Januar 2019 durch die Zusammenlegung der bisherigen Gemeinden Marchélepot und Misery, die in der neuen Gemeinde den Status einer Commune déléguée haben. Der Verwaltungssitz befindet sich im Ort Marchélepot.

## Gliederung
| Ortsteil                      | ehemaliger INSEE-Code | Fläche (km²) | Einwohnerzahl zum 1. Januar 2022 |
| ----------------------------- | --------------------- | ------------ | -------------------------------- |
| Marchélepot (Verwaltungssitz) | 80509                 | 5,27         | 452                              |
| Misery                        | 80551                 | 3,28         | 128                              |

## Geographie
Die Gemeinde liegt rund 42 Kilometer östlich von Amiens in der historischen Provinz Santerre. An der östlichen Gemeindegrenze verläuft der Canal de la Somme, die Autobahn A 29 quert das Gemeindegebiet.
Nachbargemeinden sind: Villers-Carbonnel im Norden, Saint-Christ-Briost im Nordosten, Cizancourt im Osten, Licourt im Südosten, Hypercourt im Süden und Südwesten, Ablaincourt-Pressoir im Westen sowie Fresnes-Mazancourt im Nordwesten.